# Vernon Howard

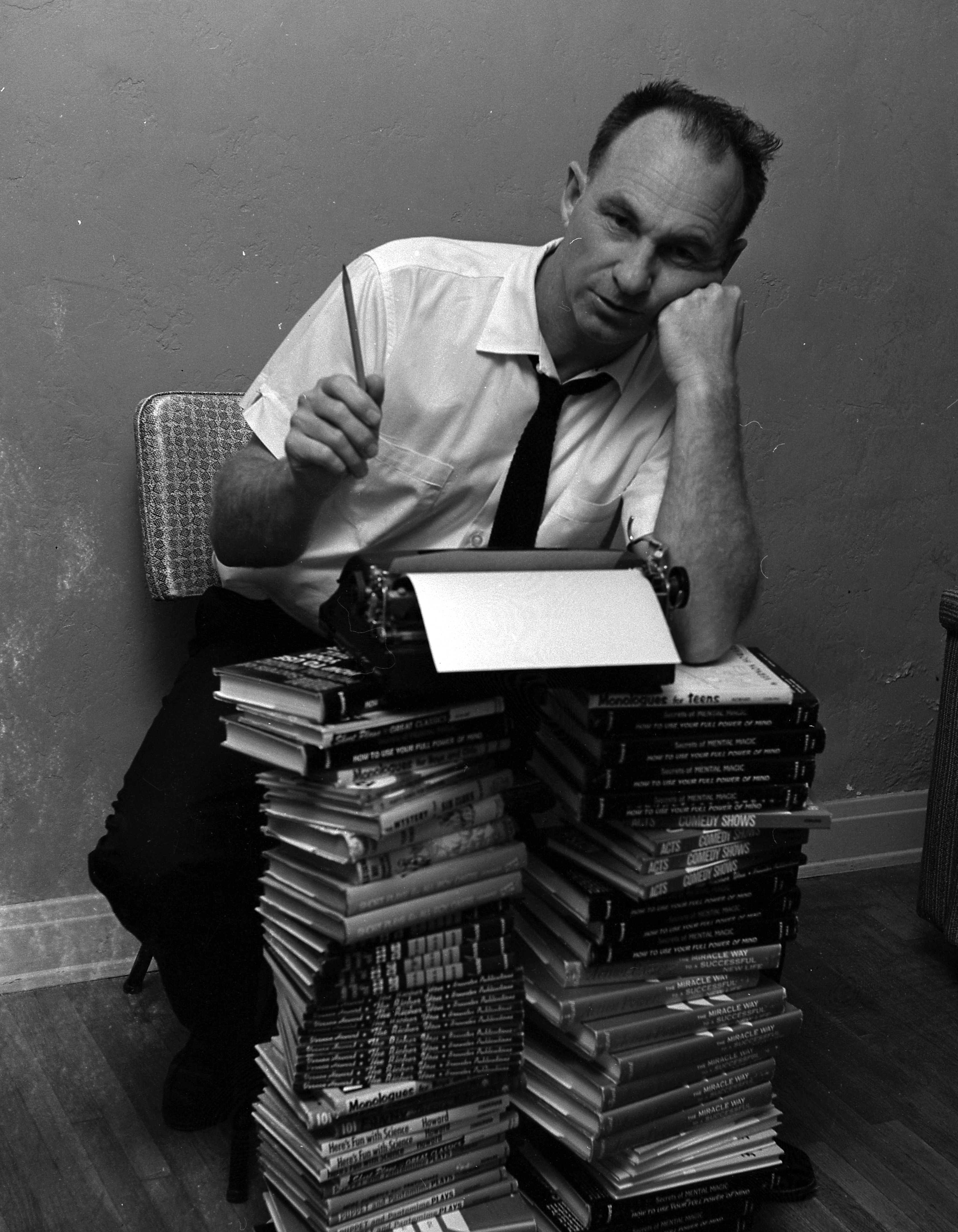
Vernon Howard (1965)

Vernon Linwood Howard (* 16. März 1918 in Haverhill, Massachusetts; † 23. August 1992 in den USA) war ein amerikanischer Schriftsteller und Vertreter einer spirituellen Philosophie.

## Leben
Howard begann in den 1940er-Jahren als freiberuflicher Autor zu arbeiten. Zunächst veröffentlichte er humoristische Texte, Kinderbücher und Ratgeberliteratur. Ab den späten 1950er-Jahren wandte er sich verstärkt Themen der Psychologie und Spiritualität zu, nachdem er sich mit christlicher und indischer Mystik sowie den Lehren von Georges I. Gurdjieff, Carl Gustav Jung und Jiddu Krishnamurti auseinandergesetzt hatte. Zudem war er vom Transzendentalismus und der Neugeist-Bewegung beeinflusst. Howard lehrte in seinen diesbezüglichen Büchern und Vorträgen Methoden der Achtsamkeit und Kontemplation, die Menschen ein kraftvolles und erfülltes Leben ermöglichen sollten. Dabei verband Howard die Methode des Positiven Denkens mit dem Visualisieren von Geschichten.
Vernon Howard ging davon aus, dass Gott in jedem Menschen wirke, wobei er einen sehr weiten Gottesbegriff vertrat: „Die folgenden Begriffe bedeuten alle ein und dieselbe Sache: Gott, Güte, geistige Gesundheit, Wahrheit, Anstand, Glück, Freiheit, Wirklichkeit, Frieden, Liebe, Sensibilität.“ Kritiker merken an, dass dadurch „ein glücklicher Mensch zu Gott“ werde.
1979 gründete Howard die New Life Foundation, eine Stiftung, die durch Vorträge und Seminare Menschen zu einer psychischen und spirituellen Selbsthilfe anregen soll.

## Werke
- Solved: The Mystery of Life. Pine, AZ 1995.
- Durch mystische Weisheit zu kosmischer Kraft. Übertragen und bearbeitet von Volker H. M. Zotz. Verlag Peter Erd, München 1985, ISBN 3-8138-0048-2.
- Pathways to Perfect Living. West Nyack, N.Y 1969.
- The Complete Book of Children’s Theater. Garden City, N.Y. 1969.
- Psycho-Pictographie. Düsseldorf 1967.
- Getting started as an Author. New York 1965.
- Word Power. Talk your Way to Life Leadership. Englewood Cliffs, N.J. 1958.
- Humorous Monologues. New York 1955.